# Carlo Pascotini von Ehrenfels
Carlo Pascotini von Ehrenfels (1. května 1797 Terst – 3. února 1879 Terst) byl rakouský státní úředník a politik z Terstu, v 2. polovině 19. století poslanec Říšské rady.

## Biografie
Jeho otec Giovanni Pascotini von Ehrenfels byl významným právníkem. Carlo absolvoval Tereziánskou akademii ve Vídni. Roku 1819 nastoupil jako konceptní praktikant na krajský úřad pro Istrii v Terstu. Později byl vicesekretářem gubernia v Miláně, prezidiálním tajemníkem a vládním radou v Benátkách a delegátem v Udine a Mantově. V roce 1849 se stal intendantem rakouské okupační armády v Papežském státu. Byl potom radou místodržitelství v Miláně a v období let 1853–1860 dvorním radou u místodržitelství v Terstu.
Po odchodu ze státních služeb se zapojil do politiky. Roku 1863 byl zvolen na Terstský zemský sněm, kde zasedal do roku 1879. Zemský sněm ho roku 1868 delegoval i do Říšské rady (celostátní parlament, volený nepřímo zemskými sněmy). 17. října 1868 složil slib. Opětovně byl zemským sněmem do Říšské rady vyslán roku 1870 a 1871. Patřil k Straně ústavověrného velkostatku, která byla centralisticky a provídeňsky orientovaná. Národní listy ale uvádějí, že Pascotini do roku 1872 vystupoval na Říšské radě jako předseda federalistického klubu pravého středu a teprve následně se obrátil k ústavověrné (centralistické) linii.
Zastával funkci prezidenta organizace Società zoofila triestina.